# Hotwired
Hotwired es el tercer álbum de estudio de la banda escocesa The Soup Dragons. Producido por Marius de Vries y Sean Dickson en Livingston Studios (Londres, Inglaterra) y Advision Studios (Brighton, Inglaterra). Lanzado en abril de 1992 por el sello Big Life.

## Listado de canciones
1. "Pleasure" (3:54)
2. "Divine Thing" (3:51)
3. "Running Wild" (4:01)
4. "Getting Down" (4:11)
5. "Forever Yesterday" (4:49)
6. "No More Understanding" (4:58)
7. "Dream-On (Solid Gone)" (4:00)
8. "Everlasting" (3:43)
9. "Absolute Heaven" (3:20)
10. "Everything" (3:56)
11. "Sweet Layabout" (3:43)
12. "Mindless" (4:56)
The Soup Dragons
Sean Dickson - Guitarra y voz.
Jim McCulloch - Guitarra y coros.
Sushil K. Dade - Bajo.
Paul Quinn - Batería.
- Datos: Q5912601